# Eumannia oppositaria
Eumannia oppositaria is een vlinder uit de familie spanners (Geometridae). De wetenschappelijke naam is voor het eerst geldig gepubliceerd in 1864 door Mann.
De soort komt voor in Europa.